# Сан Саба (Тексас)
Сан Саба (енгл. San Saba) град је у америчкој савезној држави Тексас. По попису становништва из 2010. у њему је живело 3.099 становника.

## Демографија
Према попису становништва из 2010. у граду је живело 3.099 становника, што је 462 (17,5%) становника више него 2000. године.
| Група             | 2000.         | 2010.         |
| Белци             | 1.757 (66,6%) | 1.584 (51,1%) |
| Афроамериканци    | 17 (0,6%)     | 175 (5,6%)    |
| Азијати           | 3 (0,1%)      | 8 (0,3%)      |
| Хиспаноамериканци | 831 (31,5%)   | 1.305 (42,1%) |
| Укупно            | 2.637         | 3.099         |